# Municipio de Higgins (Carolina del Norte)
El municipio de Higgins (en inglés: Higgins Township) es un municipio ubicado en el  condado de McDowell en el estado estadounidense de Carolina del Norte. En el año 2010 tenía una población de 2.202 habitantes.

## Geografía
El municipio de Higgins se encuentra ubicado en las coordenadas 35°39′31.45″N 81°57′47.38″O / 35.6587361, -81.9631611.